# Віджайпур – Кота – Чітторгарх
Віджайпур – Кота – Чітторгарх – газопровід, який подає блакитне паливо на схід індійського штату Раджастхан.У другій половині 1980-х продукцію офшорного родовища Бассеін подали до ряду штатів північної Індії за допомогою системи HVJ (Хазіра – Віджайпур – Джагдішпур). Від останньої спорудили ряд відгалужень, одним з найбільших серед яких був трубопровід Віджайпур – Гадепан, що став до ладу в 1989-му. Він мав довжину 139 км та був виконаний в діаметрі 450 мм. За 110 км від початку від нього відходила перемичка Борері – Анта завдовжки 15 км з діаметром 300 мм, що живила ТЕС Анта, яку ввели в експлуатацію так само у 1989-му. В Гадепані було заплановано будівництво заводу азотної хімії, дві черги якого стали до ладу в 1994 та 1999 роках. Крім того, все у тому ж 1989-му проклали ділянку довжиною 30 км від Гадепан до скляного заводу компанії Samcor Glass в районі Ная-Нохра на околиці міста Кота, при цьому вона мала найменший діаметр у системі – 100 мм.
У 2007-му в межах проекту VKPL-I (Віджайпур – Кота І) спорудили другу нитку, яка так само пройшла через Гадепан до Кота. Вона мала загальну довжину 178 км, з яких ділянка до Гадепан мала діаметр 450 мм, наступні 30 км до Ная-Нохра виконали із труб діаметром 400 мм, а завершальний відтинок довжиною 8 км спорудили в діаметрі 200 мм. На цей раз завершальним пунктом маршруту став виробничий майданчик компанії DCM Shriram, де в 2007-му лінію аміаку перевели з легких нафтопродуктів на природний газ (крім того, на майданчику здійснюється продукування каустичної соди, вінілхлориду та цементу). Відомо, що VKPL-I розрахована на робочий тиск у 5,3 МПа.
В 2012-му в межах проекту VKPL-IІ проклали третю нитку на ділянці Віджайпур – Борері довжиною 112 км та діаметром 450 мм. В 2018-му її подовжили у тому ж діаметрі на 28 км до Гадепан, де в 2019-му ввели в дію потужну третю чергу заводу азотної хімії.
У 2017-му систему подовжила далі на захід, для чого спорудили ділянку довжиною 128 км та діаметром 400 мм до Бхілвара та відтинок Бхілвара – Чітторгарх завдовжки 40 км з діаметром 300 мм.